# Улица Типанова (Санкт-Петербург)
У́лица Типа́нова — улица в Московском районе Санкт-Петербурга. Проходит от Московской площади до Витебского проспекта и проспекта Славы, является частью Центральной дуговой магистрали (ЦДМ).

## История

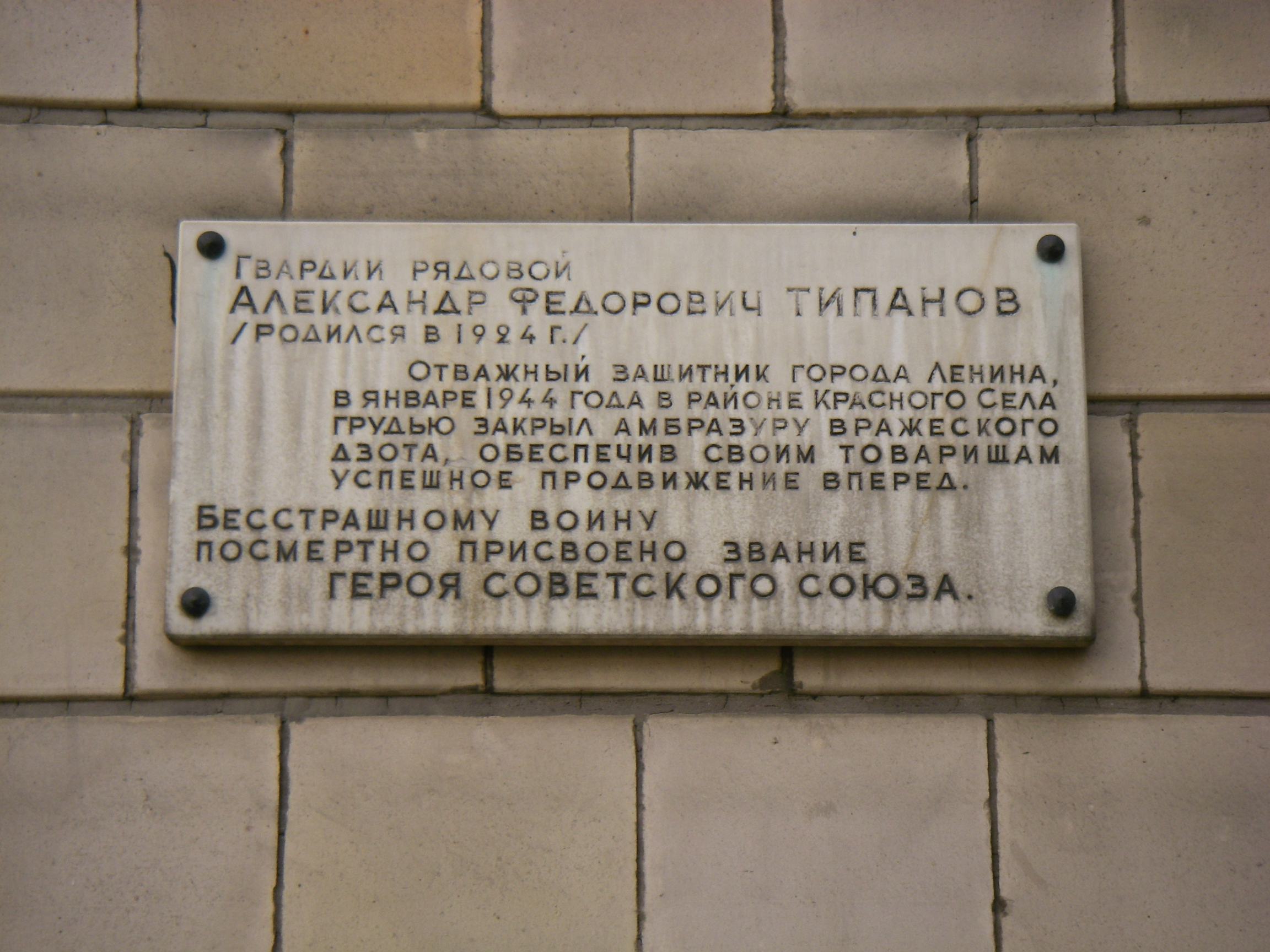
Мемориальная доска на доме 3

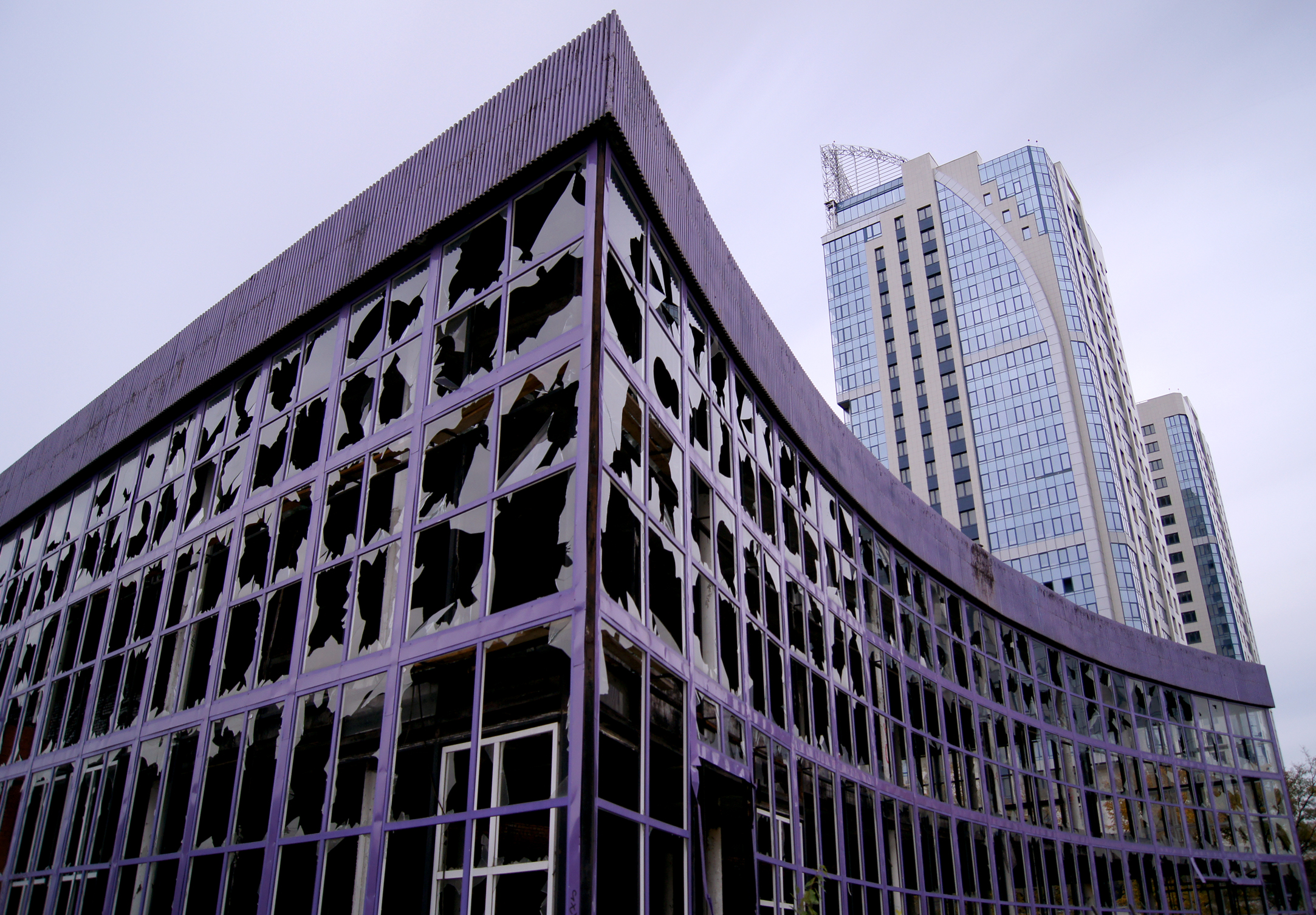
Кинотеатр «Планета» в 2011 году перед сносом, угол ул. Типанова и пр. Космонавтов

Названа в 1955 году в память о Герое Советского Союза А. Ф. Типанове, закрывшем 18 января 1944 года в окрестностях Красного Села своим телом амбразуру фашистского дота и погибшем в 19 лет. В 1964 году при присоединении нового участка получила современную протяжённость.
Возле дома № 25 по ул. Типанова располагается ДОТ № 75 рубежа «Ижора»  781510331730335.

## Расположение
Улица Типанова — одна из немногих улиц Санкт-Петербурга, на которой нечётная сторона расположена слева от начала улицы, а не традиционно справа.
Пересекает или граничит со следующими улицами:
- Московский проспект,
- Демонстрационный проезд,
- улица Ленсовета,
- проспект Юрия Гагарина,
- проспект Космонавтов,
- Витебский проспект,
- проспект Славы.

Примыкание улицы Типанова к Московскому проспекту — Московская площадь, крупный центр активности населения и транспортный узел. Здесь находится монументальный архитектурный ансамбль, композиционным центром которого является Дом Советов. Отсюда отправляется общественный транспорт в аэропорт «Пулково». При соединении с Московским проспектом улица Типанова разделена на два параллельных участка, обрамляющих центральную часть площади. За Домом Советов участки соединяются в одну магистраль, ориентированную на его центральную ось.
Далее на восток окрестности перекрёстков улицы Типанова с проспектами Гагарина и Космонавтов также являются крупным центром активности населения. Здесь расположено множество торговых предприятий, в том числе Южный рынок. Имеется несколько спортивных учреждений. В начале XXI века территория застраивается многоэтажным жильём, для размещения которого был снесён советский кинотеатр «Планета» и бо́льшая часть Чесменской электроподстанции 1934 года. При этом здесь же ещё с начала 1970-х годов по адресу Типанова, 29 находится советский 1000-квартирный жилой дом, один из крупнейших в то время жилых домов в городе и стране.
Восточное окончание улицы является крупной автомобильной развязкой в составе ЦДМ, известной как Витебский путепровод или путепровод над улицей Типанова. В систему развязки также входит мост Витебского направления ОЖД (ранее Царскосельского), к которому примыкает платформа «Проспект Славы», ранее известная как остановочный пункт с названиями «пост 9 версты» и «Купчино». После пересечения железной дороги улица Типанова пересекает по отдельному мосту Волковский канал и переходит в проспект Славы.

## Транспорт
По разным участкам улицы следуют маршруты автобусов № 11, 31, 50, 59, 114, 141, 225, 239, 246. Через всю улицу проходит троллейбусная контактная сеть, которая обслуживает маршруты № 26, 27, 29, 35, 45. На проспекте Космонавтов находится остановка «Улица Типанова», которую дополнительно обслуживают маршруты автобусов № 63, 286 и троллейбуса № 24. По проспекту Юрия Гагарина улицу также пересекает автобусный маршрут № 36.